# 安亚平
安亚平（1964年7月16日—2022年6月28日），中国演员。1984年，安亚平在全国武术比赛大会上获双钩冠军，毕业于北京电影学院导演系。因在电视剧《三国演义》饰演马超、《康熙王朝》饰演魏东亭、《烏龍山剿匪記》飾演何山、《西遊記續集》飾演鼉龍知名。

## 生平
1964年7月16日，安亚平出生在甘肃省天水市。18岁时，安亚平夺得全国武术比赛大会的双钩冠军。
导演杜少荣选中安亚平出演影片《八百罗汉》而踏入演艺圈。1986年，安亚平主演了第一部电影《天国恩仇》。1987年，安亚平出演了战争剧《乌龙山剿匪记》中的何山，给影迷留下深刻印象。1994年，安亚平在改编自四大名著《三国演义》的同名电视剧《三国演义》中出演五虎上将之一的马超。2000年，安亚平在改编自二月河的同名小说的电视剧《康熙王朝》中出演魏东亭。2000年，安亚平在改编自吴承恩《西游记》的同名电视剧《西游记》中出演“鼍龙”。
2022年6月28日，安亚平因喉癌在北京市病逝。

## 影視作品
《三国演义》、《康熙王朝》、《烏龍山剿匪記》、《西遊記續集》

### 执导作品
- 《天下第一家》（1998）
- 《孔府故事》 （1998）

### 电影作品
| 劇名               | 年   | 角色   | 备注 |
| 《八百罗汉》       | 1982 |        |      |
| 《天国恩仇》       | 1984 | 高玉龙 |      |
| 《镖王》           | 1985 | 扎西   |      |
| 《乱世三美人》     | 1988 |        |      |
| 《猛警神探》       | 1990 | 吴宏原 |      |
| 《风雨归途》       | 1990 | 三菱   |      |
| 《死亡内幕》       | 1991 | 黑衣人 |      |
| 《神捕铁中英》     | 1991 | 铁中英 |      |
| 《沧州绝招》       | 1991 | 李果   |      |
| 《白沙恨》         | 1992 | 帕进勇 |      |
| 《1000万大劫案》   | 1995 | 朱少军 |      |
| 《如血黄昏》       | 1995 | 邱剑   |      |
| 《走出硝烟的女神》 | 2000 | 赵刚   |      |
| 《奶酪店》         | 2013 |        |      |
| 《密战》           | 2017 |        |      |

### 电视剧作品
| 劇名                  | 年   | 角色       | 备注 |
| 《乌龙山剿匪记》      | 1986 | 何山       |      |
| 《天国恩仇》          | 1986 | 高玉龙     |      |
| 《总统与大侠》        | 1988 | 杜心武     |      |
| 《花木兰》            |      | 何洛       |      |
| 《三国演义》          | 1995 | 马超       |      |
| 《司马迁》            | 1997 | 戾太子刘据 |      |
| 《天下第一家》        | 1998 | 乾隆帝     |      |
| 《西游记》            | 2000 | 鼍龙       |      |
| 《康熙王朝》          | 2000 | 魏东亭     |      |
| 《沧海百年》          | 2003 | 丁之建     |      |
| 《上将许世友》        | 2004 | 聂凤智     |      |
| 《长河东流》          | 2005 | 吴三桂     |      |
| 《谁主中原》          | 2005 | 吴三桂     |      |
| 《黑道盛世1乱世争霸》 | 2007 | 李书记     |      |
| 《金三角大追捕》      | 2008 | 贺华仁     |      |
| 《黑道盛世2忠诚对手》 |      | 李书记     |      |
| 《对与决》            | 2013 |            |      |
| 《精忠岳飞》          | 2013 | 王𤫉       |      |